# Li Xin (basket-ball)
Dans ce nom chinois, le nom de famille, Li, précède le nom personnel.
Li Xin (en chinois : 李昕), née le 5 novembre 1969, à Benxi, dans la province du Liaoning, en Chine, est une joueuse de basket-ball chinoise.  

## Biographie
Après avoir dirigé l'équipe nationale U17 féminine, elle est choisie en août 2013 comme nouvelle coach du Zhejiang Far East, équipe qui a signé Brittney Griner.

## Palmarès
- Basket-ball aux Jeux olympiques d'été de 1992
- Championnat du monde de basket-ball féminin 1994